# Міндіч Тімур Михайлович
Міндіч Тімур Михайлович (нар. 19 вересня 1979, Дніпропетровськ, УРСР) — український бізнесмен, кінопродюсер, співвласник компанії Студія «Квартал 95».

## Кар'єра
Тімур Міндіч продюсував фільми, зокрема стрічки «Щуролов» і «Укус вовчиці».
Має безпосереднє відношення до творчого об'єднання «Квартал 95» і водночас — до українського олігарха Ігоря Коломойського, співвласник телеканалу Kvartal TV.
За словами Коломойського, Тімур Міндіч — колишній наречений його доньки, а також «бізнес-партнер у деяких проектах, не особливо важливих, типу девелоперських». Разом із тим Міндіч є бізнес-партнером Сергія Шефіра (першого помічника президента Володимира Зеленського) у ТОВ «Квартал 95» і в кіпрській компанії Green Family Ltd. Green Family Ltd володіє «кварталівським» кінобізнесом на території Росії.
За даними джерел видання Цензор.нет, в 2025 році покинув територію України і перебуває в Австрії.

## Особисте життя
Дружина — Катерина Вербер, у подружжя є троє дітей: дочки Мішель та Елізабет і син Майкл, який народився навесні 2018-го року.

## Розслідування
У 2020 році журналісти програми «Схеми: корупція в деталях» тричі фіксували, як Міндіч таємно відвідував Офіс президента[значущість факту?]. Журналісти натякали, що Міндіч міг лобіювати інтереси Коломойського. Натомість Міндіч заявив, що насправді обговорював «питання допомоги і благодійності».
Відповідно до розслідування Bihus.info юридична радниця фірми Тімура Міндіча стала власницею компанії «Кінокіт», яка протягом 2019—2021 років отримувала мільйонні підряди від державного телеканалу «Рада».
В 2022 році видання «Наші гроші» повідомляло про можливий інтерес Міндіча у бурштиновидобуванні.
4 червня 2025 року стало відомо, що суддя Вищого антикорупційного суду України частково задовольнила клопотання детектива НАБУ та взяла під варту двоюрідного брата співвласника «Квартал 95» Тімура Міндіча — Леоніда, підозрюваного в організації схеми із заволодіння 12,5 млн грн та замаху на заволодіння ще 120 млн грн коштів АТ «Харківобленерго» під час закупівлі трансформаторного обладнання та електровимірювальних приладів.
У липні 2025 року Українська правда повідомила, що, за даними її джерел, в НАБУ готують підозру Тімуру Міндічу.